# Liste der Gedichte Georg Heyms
Dies ist eine Liste der Gedichte Georg Heyms in chronologischer Reihenfolge der Herausgabe (soweit bekannt). Wenn ein Titel der Gedichte nicht bekannt oder mehrdeutig ist, wurde die erste Verszeile angefügt.

## 1911
- April
- Berlin
- Bist du nun tot?
- Columbus
- Das Fieberspital
- Der Abend
- Der Baum
- Der Blinde
- Der fliegende Holländer
- Der Gott der Stadt
- Der Hunger
- Der Krieg (Aufgestanden ist er, welcher lange schlief)
- Der Schläfer im Walde
- Der Tag (Palmyras Tempelstaub bläst auf der Wind)
- Der Tod der Liebenden
- Der Winter
- Die Dämonen der Städte
- Die Gefangenen
- Die Heimat der Toten
- Die Professoren
- Die Ruhigen
- Die Schläfer
- Die Stadt
- Die Tote im Wasser
- Die Vorstadt
- Die Züge
- Fronleichnamsprozession
- Frühjahr
- Gegen Norden
- Gruft
- Herbst
- Laubenfest
- Louis Capet
- Marengo
- Nach der Schlacht
- Ophelia
- Robespierre
- Rußland (März 1911)
- Schwarze Visionen
- Sonnwendtag
- Styx
- Wolken

## 1912
- Aller Seelen
- An Hildegard K.
- Das infernalische Abendmahl
- Der Frühling
- Der Garten
- Der Garten der Irren
- Der Nebelstädte winzige Wintersonne
- Die blinden Frauen
- Die Höfe luden uns ein
- Die Irren (1. Version)
- Die Irren (2. Version)
- Die Meerstädte
- Die Messe
- Die Morgue
- Die Nacht
- Die neuen Häuser
- Die Schlösser
- Die Seefahrer
- Die Somnambulen
- Die Stadt der Qual
- Die Städte
- Die Tänzerin in der Gemme
- Die Tauben
- Die Vögel
- Fröhlichkeit
- Halber Schlaf
- Hora Mortis
- Hymne
- Judas
- Kata
- Luna (Mond)
- Meine Seele
- Pilatus
- Printemps
- Simson
- Spitzköpfig kommt er
- Träumerei in Hellblau
- Verfluchung der Städte

## Ohne Jahr
- Alle Landschaften
- An das Meer
- Auf einmal aber kommt ein großes Sterben
- Autumnus
- Deine Wimpern, die langen
- Der Galgenberg
- Der herbstliche Garten
- Der Krieg (Hingeworfen weit in das brennende Land)
- Der Schläfer im Walde
- Der Tag (Der Tag liegt schon auf seinem Totenbette)
- Der Tod der Liebenden im Meer
- Der Traum des ersten Zwielichts
- Die Dampfer auf der Havel
- Die gefangenen Tiere
- Die Märkte
- Die Nebelstädte
- Die Städte im Walde
- Die Wanderer
- Gewölke gleich
- Letzte Wache
- Lichter gehen jetzt die Tage...
- Marathon
- Mit den fahrenden Schiffen
- Mitte des Winters
- O weiter, weiter Abend
- Sehnsucht nach Paris
- Umbra Vitae
- Und die Hörner des Sommers verstummten
- Vorortbahnhof
- Wo eben rauschten noch die Karusselle